# ATSF řada 3000
Deset lokomotiv ATSF řady 3000 vzniklo v dílnách americké železniční společnosti Atchison, Topeka and Santa Fe Railway (ATSF) v roce 1911. Jednalo se o lokomotivy Malletova uspořádání. Za základ pro stavbu těchto lokomotiv posloužily klasické lokomotivy uspořádání 2-10-2 firmy Baldwin z let 1903-1905. Konkrétně se jednalo o stroje čísel 949, 957, 161, 980, 1611, 1617, 981, 916, 924 a 970. Lokomotivy obdržely čísla 3000 – 3009. Byly nasazeny do provozu na tratích mezi městy Bakersfield, Barstow a San Bernardino.
Uspořádání lokomotiv vycházelo z lokomotiv řady 1158 – lokomotivy měly dělený kotel složený ze dvou pevně spojených částí. Byly v provozu krátce – v letech 1915 – 1918 byly přestavěny zpět na klasické stroje 2-10-2 a označeny čísly 3010-3029.